# Springhill, Nova Scotia
Springhill är en ort i Kanada.   Den ligger i provinsen Nova Scotia, i den östra delen av landet, 900 km öster om huvudstaden Ottawa. Springhill ligger 192 meter över havet och antalet invånare är 3 940.
Terrängen runt Springhill är huvudsakligen lite kuperad. Springhill ligger uppe på en höjd. Runt Springhill är det mycket glesbefolkat, med 3 invånare per kvadratkilometer.. Springhill är det största samhället i trakten.
I omgivningarna runt Springhill växer i huvudsak blandskog.